# Vajrépa
A vajrépa (Brassica rapa subsp. rapa var. majalis), fehér répa, (egyes területeken májusi répa) a tarlórépa egy korai vetésű, zsenge, fehér héjú változata. 

## Termesztése
A vajrépát február végén – március elején kell 20–25 cm-es sortávolságban, egymástól 10–15 cm-re elvetni és 6-8 hét múlva szedhető. Jól terem agyagos, homokos és humuszos talajokban is. Tápanyag- és vízigénye viszonylag magas.

## Felhasználása
A fehér változat az őszi fehér-lila fajtákhoz hasonlóan az ókor óta termesztett kultúrnövény. A burgonya elterjedése előtt nagyon fontos termény volt. Gazdag a különböző vitaminokban, ásványi anyagokban, fehérjében. A héj viszonylag magas arányban tartalmaz mustárolajokat, ezért nyers fogyasztás esetén célszerű meghámozni. A vajrépa levelei a spenóthoz és a sóskához hasonlóan nyersen és főzve is felhasználhatók. A levélnyél felhasználása a spárgához hasonló. A gumó nyersen, főzve és savanyítva is fogyasztható.